# Großer Preis von Teruel (Motorrad)

Streckengrafik des Motorland Aragón

Der Große Preis von Teruel für Motorräder war ein Motorrad-Rennen zur Motorrad-Weltmeisterschaft.
Er fand am 25. Oktober 2020 im Motorland Aragón nahe Alcañiz in Spanien statt.

## Geschichte
Aufgrund der grassierenden COVID-19-Pandemie wurden verschiedene Rennen der Motorrad-Weltmeisterschaft 2020 abgesagt oder verschoben. Anfang Juni 2020 veröffentlichte Dorna Sports, der Veranstalter der Weltmeisterschaft, einen überarbeiteten Rennkalender u. a. mit zwei Rennen innerhalb einer Woche in Aragón.
Nachdem die Klassen Moto2 und Moto3 beim Großen Preis von Katar am 8. März bereits ihren ersten WM-Lauf ausgefahren hatten, startete die durch COVID-19 verkürzte Saison 19. Juli mit dem Großen Preis von Spanien auf dem Circuito de Jerez. Am 18. Oktober 2020 ist im Motorland Aragón der Große Preis von Aragonien geplant und am folgenden Wochenende soll der Große Preis von Teruel am selben Ort stattfinden.

## Statistik
| Jahr | Strecke | Klasse | Sieger                     | Zweiter                          | Dritter                 | Pole-Position            | Schn. Rennrunde            |
| ---- | ------- | ------ | -------------------------- | -------------------------------- | ----------------------- | ------------------------ | -------------------------- |
| 2020 | Aragón  | Moto3  | Jaume Masiá (Honda)        | Ayumu Sasaki (KTM)               | Kaito Toba (KTM)        | Raúl Fernández (KTM)     | Sergio García (Honda)      |
| 2020 | Aragón  | Moto2  | Sam Lowes (Kalex)          | Fabio Di Giannantonio (Speed Up) | Enea Bastianini (Kalex) | Sam Lowes (Kalex)        | Sam Lowes (Kalex)          |
| 2020 | Aragón  | MotoGP | Franco Morbidelli (Yamaha) | Álex Rins (Suzuki)               | Joan Mir (Suzuki)       | Takaaki Nakagami (Honda) | Franco Morbidelli (Yamaha) |